# Çanakçı, Niğde
Çanakçı là một xã thuộc huyện Ulukışla, tỉnh Niğde, Thổ Nhĩ Kỳ. Dân số thời điểm năm 2011 là 144 người.